# Dugerjav Peak
Der Dugerjav Peak (englisch; bulgarisch връх Дугержав wrach Dugerschaw) ist ein felsiger und 1350 m hoher Berg an der Oskar-II.-Küste des Grahamlands auf der Antarktischen Halbinsel. Er ragt 11,9 km südlich des Mount Walker, 13 km westsüdwestlich des Sekirna Spur, 14,4 km nördlich des Mount Bistre und 16,25 km südöstlich des Mechit Buttress aus den südöstlichen Ausläufern des Forbidden Plateau auf. Der Paspal-Gletscher liegt nordöstlich, der Green-Gletscher südlich von ihm.
Britische Wissenschaftler kartierten ihn 1980. Die bulgarische Kommission für Antarktische Geographische Namen benannte ihn 2013 nach dem mongolischen Geologen Lhamsuren Dugerjaw, der ab 2010 in mehreren Kampagnen auf der St.-Kliment-Ohridski-Station tätig war.